# نيشان الاستحقاق الاستثنائي (سلوفينيا)
نيشان الاستحقاق الاستثنائي (بالسلوفينية: Red za izredne zasluge) هو نيشان يمنحه رئيس دولة سلوفينيا عادةً لمواطنين سلوفينيين، وبشكل استثنائي لمجموعات من المواطنين والأشخاص الاعتباريين والمنظمات الأخرى وكبار رجال الدولة الأجانب نظير الخدمات والأعمال الاستثنائية التي تساهم في تعزيز سيادة سلوفينيا وازدهارها وشهرتها وتقدمها في المجالات الثقافية والاقتصادية والعلمية والاجتماعية والسياسية.

## أبرز الحاصلين على النيشان
| السنة | الحاصل على النيشان                              | الدولة          | ملاحظات                                       |
| ----- | ----------------------------------------------- | --------------- | --------------------------------------------- |
| 2004  | جونتر فيرهوجين                                  | ألمانيا         | كمفوض أوروبي لشؤون التوسيع                    |
| 2004  | خافيير سولانا                                   | إسبانيا         | كممثل أعلى للسياسة الخارجية والأمنية المشتركة |
| 2004  | ملكة السويد سيلفيا                              | السويد          | ملكة السويد                                   |
| 2004  | كارل غوستاف السادس عشر                          | السويد          | ملك السويد                                    |
| 2005  | فيرينك مادل                                     | المجر           | رئيس المجر                                    |
| 2005  | هيلموت كول                                      | ألمانيا         | المستشار الألماني الأسبق                      |
| 2005  | جورج روبرتسون (بارون روبرتسون من بورت إيلين)    | المملكة المتحدة | الأمين عام لمنظمة حلف شمال الأطلسي            |
| 2005  | رومانو برودي                                    | إيطاليا         | كرئيس سابق للمفوضية الأوروبية                 |
| 2006  | دافيتش أودسون                                   | آيسلندا         | كرئيس وزراء سابق لأيسلندا                     |
| 2006  | جوزيه بوتشنيك                                   | سلوفينيا        | حصل على النيشان بعد وفاته                     |
| 2006  | ألبرت الثاني                                    | موناكو          | أمير موناكو                                   |
| 2006  | تاسوس بابادوبولوس                               | قبرص            | رئيس قبرص                                     |
| 2008  | فرانس بوتشار                                    | سلوفينيا        |                                               |
| 2008  | اليزابيث الثانية                                | المملكة المتحدة | ملكة المملكة المتحدة                          |
| 2009  | ياب دي هوب شيفر                                 | هولندا          | الأمين العام لحلف الناتو                      |
| 2009  | جامعة سلوفينيا في ليوبليانا                     | سلوفينيا        |                                               |
| 2010  | تارجا هالونين                                   | فنلندا          | رئيسة لفنلندا                                 |
| 2011  | جورجيو نابوليتانو                               | إيطاليا         | رئيس إيطاليا                                  |
| 2011  | الملكة سونيا                                    | النرويج         | ملكة النرويج                                  |
| 2011  | هارالد الخامس                                   | النرويج         | ملك النرويج                                   |
| 2013  | الأكاديمية السلوفينية السلوفينية للعلوم والفنون | سلوفينيا        |                                               |
| 2015  | واكيم جاوك                                      | ألمانيا         | رئيس ألمانيا                                  |
| 2015  | هيرمان فان رومبوي                               | بلجيكا          | رئيس المجلس الأوروبي السابق                   |
| 2016  | ميلوش زيمان                                     | جمهورية التشيك  | رئيس جمهورية التشيك                           |
| 2019  | كرستي كالجوليد                                  | إستونيا         | رئيسة إستونيا                                 |
| 2021  | كاترينا ساكيلاروبولو                            | اليونان         | رئيسة لليونان                                 |
| 2021  | مارسيلو ريبيلو دي سوزا                          | البرتغال        | رئيس البرتغال                                 |
| 2021  | مون جاي إن                                      | كوريا الجنوبية  | رئيس كوريا الجنوبية                           |
| 2021  | أنجيلا ميركل                                    | ألمانيا         | المستشارة الألمانية                           |
| 2021  | سيرجيو ماتاريلا                                 | إيطاليا         | رئيس إيطاليا                                  |